# Trevor Smith

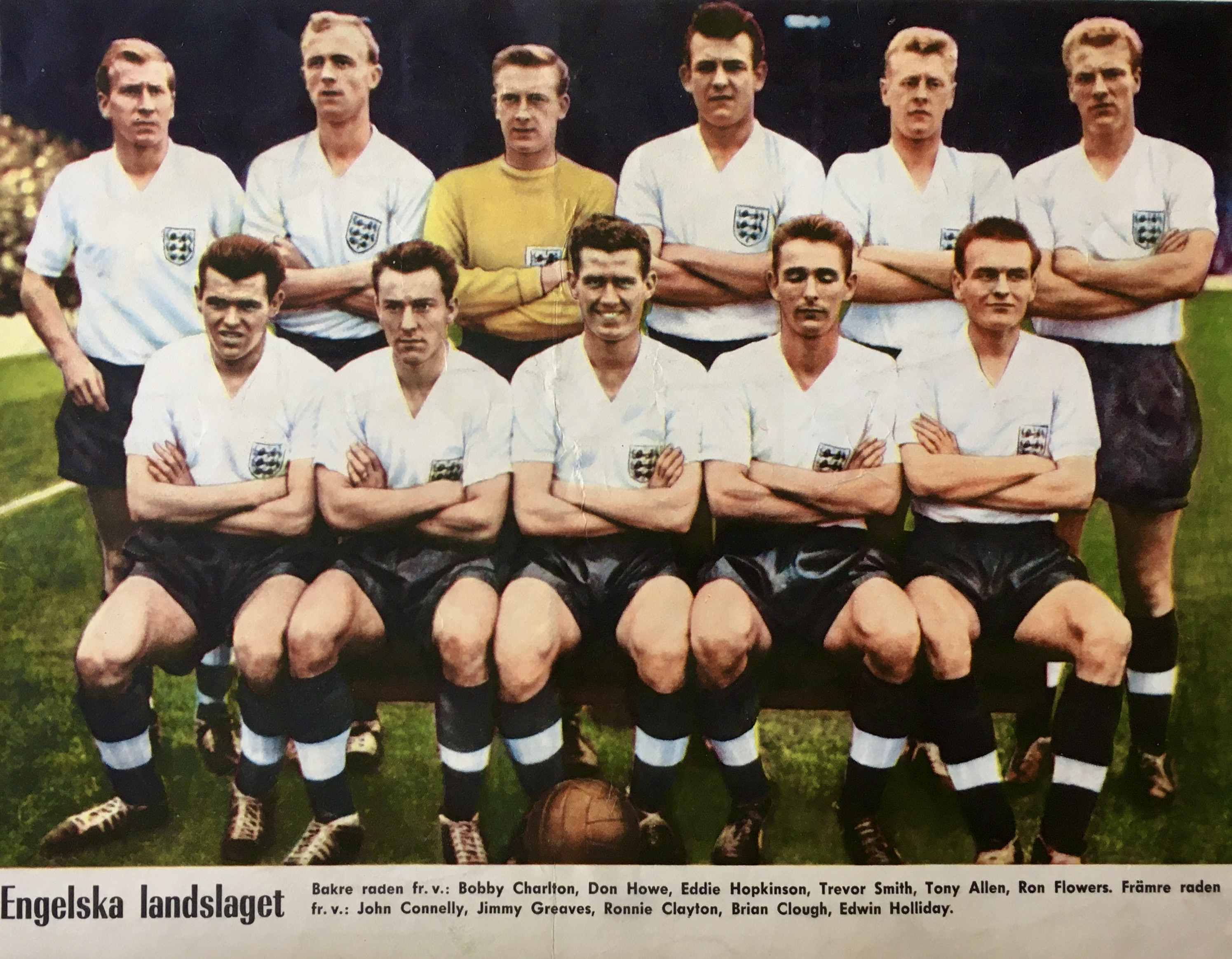
Trevor Smith (quarto in piedi da sinistra) con la Nazionale inglese nel 1959.

Trevor Smith (Brierley Hill, 13 aprile 1936 – 9 agosto 2003) è stato un calciatore inglese, di ruolo difensore.

## Carriera

### Club
Ha sempre giocato nel campionato inglese.

### Nazionale
Con la nazionale inglese ha giocato due partite nel 1959.

## Palmarès

### Club

#### Competizioni nazionali
- Coppa di Lega inglese: 1

Birmingham City: 1962-1963
- Campionato inglese di seconda divisione: 1

Birmingham City: 1954-1955